# Cofradía de Nuestra Señora del Mayor Dolor
La Cofradía de Nuestra Señora del Mayor Dolor es una cofradía de la Semana Santa de Albacete (España).
Tiene su sede canónica en la Iglesia de Fátima. Fue fundada en 1954 en las Escuelas Pías de Albacete.
Cuenta con seis imágenes: Entrada Triunfal en Jerusalén (1955), Jesús Cautivo en su Prendimiento (1990), La Flagelación (1957), El Calvario (2004), Nuestra Señora del Mayor Dolor (1955) y Nuestra Señora del Amparo (1995). Su primer paso, Entrada Triunfal de Jesús en Jerusalén, fue encargado al escultor valenciano Enrique Casterá Masiá.
Procesiona en Domingo de Ramos (Las Palmas), Lunes Santo (procesión infantil), Martes Santo (Oración en el Huerto), Miércoles Santo (La Pasión), Jueves Santo (El Calvario), Viernes Santo (Santo Entierro) y Domingo de Resurrección (El Resucitado). Su hábito está compuesto por capuz azul, túnica blanca y capa azul.

## Enlaces de interés
- Wikimedia Commons alberga una categoría multimedia sobre Cofradía de Nuestra Señora del Mayor Dolor.

- Datos: Q43285975